# Estadio José Rafael Fello Meza Ivankovich
Het Estadio José Rafael Fello Meza Ivankovich is een multifunctioneel stadion in Cartago, een stad in Costa Rica. Het stadion wordt vooral gebruikt voor voetbalwedstrijden, de voetbalclub Club Sport Cartaginés maakt gebruik van dit stadion. In het stadion is plaats voor 8.282 toeschouwers. Het stadion werd geopend in 1949.